# John Bell Hood
John Bell Hood (1 tháng 6 hay 29 tháng 6, 1831 – 30 tháng 8 năm 1879) là một sĩ quan chỉ huy quân đội Liên minh miền Nam trong thời Nội chiến Hoa Kỳ, nổi tiếng can đảm và táo bạo, gần như bạt mạng, trong chỉ huy quân sự. Nhiều người cho ông là chỉ huy cấp sư đoàn, lữ đoàn giỏi nhất của Liên minh miền Nam. Nhưng khi được thăng cấp lên chỉ huy đơn vị cao cấp hơn, ông ngày càng tỏ ra thiếu kinh nghiệm. Hood mất tín nhiệm của bộ chỉ huy sau khi thua to tại Trận Atlanta và Trận Nashville.